# Намегата
Намегата (яп. 行方市 Намэгата-си) — город в Японии, находящийся в префектуре Ибараки. Площадь города составляет 222,38 км², население — 35 501 человек (1 августа 2014), плотность населения — 159,64 чел./км².

## Географическое положение
Город расположен на острове Хонсю в префектуре Ибараки региона Канто. С ним граничат города Касима, Итако, Касумигаура, Хокота, Омитама.

## Население
Население города составляет 35 501 человек (1 августа 2014), а плотность — 159,64 чел./км². Изменение численности населения с 1980 по 2005 годы:
| 1980 | 42 660 чел. |  |
| 1985 | 43 074 чел. |  |
| 1990 | 42 990 чел. |  |
| 1995 | 42 390 чел. |  |
| 2000 | 41 465 чел. |  |
| 2005 | 40 035 чел. |  |

## Символика
Деревом города считается гинкго, цветком — Lilium auratum, птицей — белая цапля.